# Cantó de Villers-Bocage (Calvados)
El cantó de Villers-Bocage és un cantó francès del departament de Calvados, situat al districte de Caen. Té 22 municipis i el cap es Villers-Bocage.

## Municipis
- Amayé-sur-Seulles
- Banneville-sur-Ajon
- Bonnemaison
- Campandré-Valcongrain
- Courvaudon
- Épinay-sur-Odon
- Landes-sur-Ajon
- Le Locheur
- Longvillers
- Maisoncelles-Pelvey
- Maisoncelles-sur-Ajon
- Le Mesnil-au-Grain
- Missy
- Monts-en-Bessin
- Noyers-Bocage
- Parfouru-sur-Odon
- Saint-Agnan-le-Malherbe
- Saint-Louet-sur-Seulles
- Tournay-sur-Odon
- Tracy-Bocage
- Villers-Bocage
- Villy-Bocage

## Història
| Data d'elecció                           | Identitat                      | Partit           | Qualitat |
| ---------------------------------------- | ------------------------------ | ---------------- | -------- |
| 1945-1988                                | Jean Lévêque                   | UDR, després RPR |          |
| 1988-1994                                | Stanislas de Clermont-Tonnerre | Divers droite    |          |
| 1994-2008                                | Xavier Lebrun                  | Divers droite    |          |
| 2008-                                    | Marie-Odile Marie              | MoDem            |          |
| les dades anteriors no són pas conegudes |                                |                  |          |
|                                          |                                |                  |          |

## Demografia
| A partir de 1990: Població sense dobles comptes |